# Czabarka Péter
Czabarka Péter (Budapest, 1952. augusztus 13.) operatőr, filmrendező, forgatókönyvíró.

## Életpályája
Szülei: Czabarka György (1924–2009) operatőr és Kaponya Judit (1931-) festőművész voltak. 1970–1993 között a Magyar Televízió segédoperatőre, operatőre, vezető operatőre, rendezője és forgatókönyvírója volt. 1976–1979 között a Színház- és Filmművészeti Főiskola operatőr szakos hallgatója volt. 1993 óta szabadúszó operatőr.

## Filmjei
- Gellérthegyi álmok (1975)
- Magyar tájak (1976)
- Földünk és vidéke (1977)
- Rejtekhely (1978)
- Naftalin (1978)
- Bodnárné (1978)[1]
- A Danton-ügy (1978)[1]
- Az ezernevű lány (1979)
- A dicsekvő varga (1979)
- A korona aranyból van (1979)
- Gazdag szegények (1980)
- Jegor Bulicsov és a többiek (1981)
- Horváték (1981)
- Közjáték Vichyben (1981)
- Az a szép, fényes nap (1981)
- Huszárik-breviárium (1982)
- Caligula helytartója (1984)
- Panoráma-riportfilmek (1985-1988)
- Zenés TV Színház (1987)
- "Az én váram…" (1989-2005)
- Razzia az Aranysasban (1991)
- Vastyúk is talál szeget (1991)
- Kisváros (1993)
- Szent Gellért legendája (1994)
- Csenki Imre (1994)
- Pillanatnyi elmezavar (1996)
- Neonrománc (1996)
- Csíksomlyói passió (1997)
- Az Árpád-kor templomai (1999)
- Kisvasutak (2002)
- Világörökség (2003)
- Ötvösremekek a Kárpát-medencéből (2004)

## Díjai
- TV-nívódíjak
- a képzőművészeti filmfesztivál operatőri díja (1983)
- Cannes 1985  Prix Nationale  /reklámfilm kategória/
- chicagói Arany Kamera díj (1986)
- A Magyar Érdemrend lovagkeresztje (2021)